# エドウィン・ズーターマイスター
エドウィン・ズーターマイスター（Edwin Sutermeister, 1876年 -  1958年）は、アメリカ合衆国の化学者 である。